# Gare de Luxeuil-les-Bains
La gare de Luxeuil-les-Bains est une gare ferroviaire française située sur la commune de Luxeuil-les-Bains, dans le département de la Haute-Saône.
C'est une gare de la Société nationale des chemins de fer français (SNCF) desservie par des trains TER Bourgogne-Franche-Comté.

## Situation ferroviaire
Établie à 295 m d'altitude, la gare de Luxeuil-les-Bains est située au point kilométrique (PK) 108,370 de la ligne de Blainville - Damelevières à Lure, entre les gares ouvertes d'Aillevillers et de Lure.
La gare assure également la régulation du trafic par Block Manuel lorsque le guichet est ouvert (l'agent commercial étant également formé à la manœuvre des signaux). En dehors de ces horaires, les voies sont ouvertes et régulées par les gares de Lure et Aillevillers, créant un canton long d'une trentaine de kilomètres.

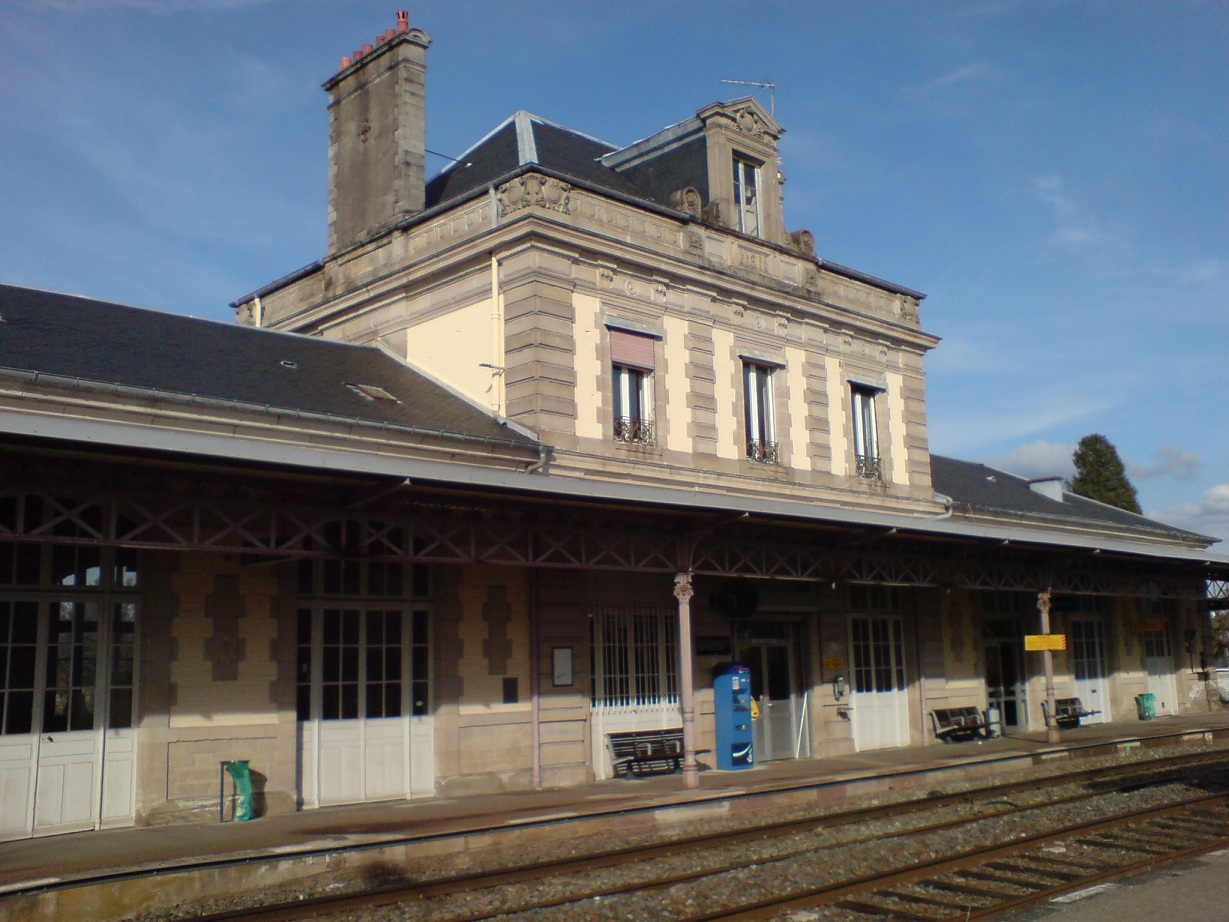
Intérieur de la gare.

## Histoire
La section d'Aillevillers à Lure comprenant la gare de Luxeuil-les-Bains[réf. souhaitée] est mise en service le 25 avril 1878 par la Compagnie des chemins de fer de l'Est.
Son bâtiment est quasiment identique à celui de la gare de Plombières-les-Bains.
La gare a perdu son guichet en 2013.

## Fréquentation
De 2015 à 2024, selon les estimations de la SNCF, la fréquentation annuelle de la gare s'élève aux nombres indiqués dans le tableau ci-dessous.
| Année     | 2015   | 2016   | 2017   | 2018   | 2019   | 2020   | 2021   | 2022   | 2023   | 2024   |
| --------- | ------ | ------ | ------ | ------ | ------ | ------ | ------ | ------ | ------ | ------ |
| Voyageurs | 29 914 | 28 143 | 25 898 | 21 188 | 19 251 | 19 999 | 19 894 | 24 557 | 20 822 | 23 351 |

## Service des voyageurs

### Accueil
Gare SNCF. Elle est équipée d'automates pour l'achat de titres de transport TER. En revanche, l'achat de titres pour les trains grandes lignes n'est pas possible depuis la fermeture du guichet en 2013.

### Desserte
Luxeuil-les-Bains est desservie par des trains TER Bourgogne-Franche-Comté, qui effectuent des missions sur la relation Épinal - Belfort.

### Intermodalité
Un parc pour les vélos et un parking pour les véhicules y sont aménagés. Elle est desservie par des cars TER Bourgogne-Franche-Comté de la Ligne Vesoul - Luxeuil-les-Bains ainsi que d'autres autocars TER assurant des liaisons complémentaires aux trains (Aillevillers-Lure par exemple).